# 虎窟寺 (甲米府)
虎窟寺、虎穴寺或老虎洞寺，又名那净寺，是一座位于泰国南部甲米府甲米城外5公里，海拔高达600米的泰国皇家寺庙。

## 历史
从前，虎窟寺所在的地区只是一片荒芜森林。村民们经常看到老虎在这个洞穴活动。因此它被称为老虎洞，也就是这个村庄的名字。

## 建筑景观

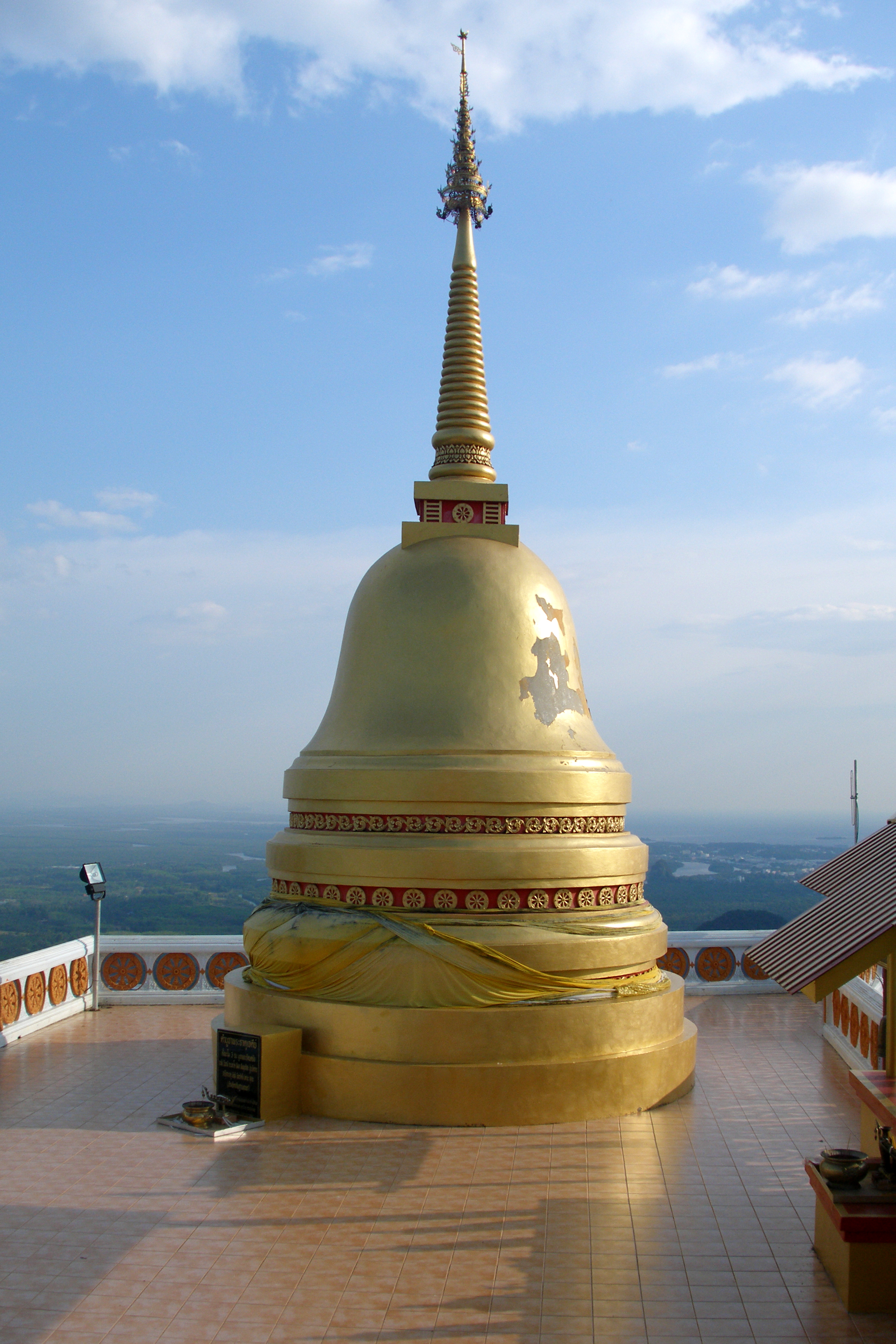

虎窟寺是一个座落在溶洞里，被天然森林所包围的寺庙。虎窟寺是泰国南方最有名的修行中心，得名于附近的岩石形成类似老虎的爪子。约有250名僧侣同尼姑住在寺庙大院。
两段楼梯清盘虎窟寺个石灰岩峭壁。需要攀登1, 239级台阶才能抵达山顶。楼梯边的柱子上有数字表明你已经攀升多少步。一群猴子生活在楼梯的附近。山顶上有一座巨大的坐佛像，金宝塔同一些别式风格的小建筑。第二段楼梯通往山谷里僧侣生活的简单茅屋。
整个地区布满洞穴系统，虎窟寺里有许多考古遗迹，包括石器、陶器碎片，同未烧过的粘土圣像，他们历史可被追溯到史前时代。寺内还经营一家禅修中心。

## 交通
游客可通过乘坐泰国航空公司抵达甲米飞机场。